# Good Riddance (Time of Your Life)
Good Riddance (Time of Your Life) (ofta endast kallad Time of Your Life) är en låt av musikgruppen Green Day. Låten har blivit mycket vanlig på skolavslutningar och liknande världen över. Låten skrevs av Green Days sångare Billie Joe Armstrong strax efter att albumet Dookie släpptes. Den släpptes dock inte förrän 1997, tillsammans med albumet Nimrod.
En rolig detalj som uppmärksammats mycket är att man i början av låten hör Billie Joe spela fel, säga "Fuck" och sedan fortsätta spela.
Billie skrev låten i ren frustration för att hans flickvän gjort slut och flyttat.
I hope you had the time of your life (hoppas du hade kul med att krossa mitt hjärta).
Han insåg att slutet på ett förhållande ändå är en vändpunkt, då man kan se att allt är oförutsägbart (It's something unpredictable) men i slutet måste de ändå vara någon mening med de (but in the end its right). 
Låten kan tolkas på många sätt men Billies tanke var från början att låten handlade om förhållandet.
Många använder låten på begravningar som ett sätt att säga hejdå och hoppas du "levde livet" eller hade ett bra liv (had the time of your life).